# Jurre & Sip
Jurre & Sip is een Nederlandse webstrip die tweemaal per week door Mathijs Lagerberg getekend wordt. De titel verwijst naar de twee hoofdpersonen van de strip, die hun leven etaleren in een zwart-wit strookje van drie of vier plaatjes. De droge, satirische stijl wordt visueel benadrukt doordat de twee vaak met de handen in de zakken staan en een duidelijk gebrek aan emotie tonen.

## Geschiedenis
Mathijs Lagerberg is in 2003 begonnen met het tekenen van Jurre & Sip in de vorm van cartoons en richtte onder druk van zijn fans in januari 2004 een website op. Karakteristiek voor deze periode is dat Jurre (met een vierkant hoofd) altijd links staat en Sip (met een rond hoofd) altijd rechts. De cartoons waren vrijwel altijd gericht op de actualiteit.
De cartoon groeide in 2004 en 2005 in bekendheid toen het in het introductieboek van de Utrechtse studievereniging A-Eskwadraat verscheen. 
In augustus 2006 besloot Lagerberg de stijl abrupt te veranderen in een stripvorm. Achtereenvolgende afleveringen van deze korte strips vormen vaak een kort verhaal waarin Jurre & Sip alledaagse avonturen beleven.

## Pockets
Sinds 2007 zijn ook Jurre & Sip pockets te bestellen via Lagerbergs website.

### Pocket #1
De eerste pocket verscheen in de zomer van 2007 en telt 76 strips. Jurre & Sip gaan onder andere op reis naar Schotland, ze kijken televisie, nemen een poes in huis, gaan op zoek naar een vriendin, worden ontvoerd door buitenaardse wezens, gaan het leger in en bezoeken het circus.